# طوفان بی‌پایان
طوفان بی‌پایان (به انگلیسی: Infinite Storm) فیلمی در ژانر درام و ماجراجویانه محصول ۲۰۲۲ آمریکاست. فیلم را ماوگوژاتا شوموفسکا به همراهی میخاو انگلرت کارگردانی کرده و نائومی واتس، بیلی هوول و دنی اوهر در آن به ایفای نقش پرداخته‌اند. سناریوی آن را جاش رالینز برپایهٔ مقاله‌ای مرتبط با نجات فردی از بوران نوشتهٔ و تی گاگنی نیز به نگارش درآورده است.

## داستان
زنی در سالگرد درگذشت دخترهایش و برای رهایی از اندوه آن واقعه به کوهستانی که در آستانهٔ طوفان است صعود می‌کند. در بالای ارتفاعات متوجه حضور مردی با لباسی نامتناسب در آن آب‌وهوا می‌شود و می‌کوشد تا او را از چنگ مرگ قریب‌الوقوع نجات دهد.